# For Tonight We Might Die
"For Tonight We Might Die" é o primeiro episódio da primeira temporada da série britânica de ficção científica Class. Foi lançado online pela BBC Three em 22 de outubro de 2016.
No episódio, um grupo de estudantes da Coal Hill Academy são forçados a trabalhar juntos quando a escola é cercada por uma raça alienígena chamada de Shadowkin durante o baile de outono. O episódio conta com a participação de Peter Capaldi como o Doutor, o protagonista de Doctor Who, a série-mãe de Class.
A estréia da série recebeu uma recepção positiva da crítica especializada, incluindo escritores do The Guardian, Den of Geek, WalesOnline e Brisbane Times. WalesOnline deu-lhe a classificação máxima de cinco estrelas e o Brisbane Times dando-lhe três estrelas e meia de quatro.

## Enredo
Senhorita Quill, uma professora na Coal Hill Academy, se esconde com um aluno de uma sombra alienígena, e uma arma de tiro ressoa. Um rasgo no espaço-tempo continuo aparece em um hall, com sombras saindo para fora dele.
April (Sophie Hopkins), um estudante da Coal Hill, solicita a ajuda de Tanya (Vivian Oparah) com a decoração do baile de outono, mas a garota recusa. April menciona que ela quer pedir Charlie (Greg Austin) para ir com ela no baile. Ela faz o pedido, mas ele a rejeita, para o divertimento de Ram (Fady Elsayed), um outro estudante da mesma turma. Eles assistem uma aula de Quill (Katherine Kelly), uma mulher brusca e precisa que pouco se importa com seus alunos. Quando ela exige a solução para uma questão matemática, os alunos conversam entre si, especialmente sobre o aluno ausente. April distribui folhetos depois da escola para ajudar com a decoração do salão do baile, e Charlie pára e menciona que ele irá convidar Matteusz para o baile e então April percebe que Charlie é gay.
Enquanto Ram pratica futebol, ele observa distraidamente uma sombra que aparece no chão e pensa que é uma sombra de outro jogador. Tanya decide ajudar com as decorações de baile, antes de ver uma sombra semelhante. Tanya finalmente retorna para casa e sua mãe, uma mulher estrita que a obriga a estudar antes de jogar. Charlie vive com Quill, e ele questiona ela sobre o aluno desaparecido e pergunta se ela o matou. Ela lembra dando ao estudante a arma, e o estudante explode em fumaça após disparar um tiro, ao qual Quill admite que ela o matou.
O diretor Sr. Armitage deixa a chave com April para que ela possa decorar o salão. Enquanto Ram e Tanya conversam por videoconferência, ela é atacada pela mesma sombra alienígena, enquanto April experimenta algo semelhante, com a mão presa por uma sombra, antes de ser salva por Quill. Esta exige que April use sua arma para atirar no monstro, mas Charlie chega e desvia o tiro, evitando a morte da garota. O alienígena, chamado Corakinus, rei do Shadow Kin, teve seu coração arrancado pela arma, e agora compartilha o coração de April. Charlie revela que ele é de outro planeta, onde ele era o príncipe de Rhodia. Eles estavam em guerra com a espécie Quill, da qual a senhorita Quill liderava a luta por liberdade. Quill foi capturada e colocada sob castigo para servir Charlie e protegê-lo, e seu planeta foi atacado pelo Kin, acabando com todos, mas aqueles dois foram resgatados e trazidos para a Terra pelo Doutor.
Mais tarde, no baile, Matteusz solicita que April dance com ele e Charlie. Tanya também aparece, depois de convencer sua mãe, enquanto Ram vai acompanhado de sua namorada. Os quatro procuram pelo Kin, antes de April ter dores no coração devido sua ligação com Corakinus. Este por sua vez aparece e mata a namorada de Ram, Rachel, na frente dele. Corakinus ainda corta a perna do garoto e esmaga a arma de Quill, deixando-os indefesos. O Doutor (Peter Capaldi) chega para resgatá-los. Corakinus afirma que ele está na Terra pelo Gabinete das Almas, o lugar de descanso para o povo de Charlie depois que morrem, um repositório para um paraíso futuro e uma arma contra o Kin. April ameaça matar-se para matar Corakinus também. Mas o Doutor aumenta a tensão das luzes ao redor deles; luzes são a fraqueza do Kin devido eles serem sombras, e os obriga a fugir.
Corakinus volta para a fenda no espaço-tempo e o Doutor fecha a brecha. O Doutor também dá a Ram uma prótese de perna da TARDIS, e dá aos quatro estudantes e Quill a missão de proteger a escola contra novos ataques alienígenas, após o aumento da energia Artron. Todos eles partem para suas casas. Tanya ajuda Ram recuperar-se e Quill revela que ela teria usado o Gabinete das Almas para cometer genocídio pela morte de sua espécie pelo Shadow Kin, ainda que Charlie não iria. Charlie olha para o Gabinete das Almas, recuperado de seu planeta natal, tranquilizando as almas de seu povo com a sua presença.

## Produção
A série foi criada pelo escritor de ficção para jovens adultos Patrick Ness. A ideia para o show veio de Doctor Who em si e era quase uma história contida dentro desse programa pai – Ness tinha sido solicitado anteriormente para escrever um episódio para Doctor Who, e esse engajamento mais tarde transformou-se em todo a sua própria série spin-off. Ness inspirou-se em influências do seu livro jovem adulto anterior chamado The Rest of Us Just Live Here e, especificamente, de criaturas nesse livro chamado de os escolhidos. Steven Moffat é um produtor executivo do show. A equipe de produção teve como objetivo orientar o público para a faixa demográfica jovem adulto, a área de mais experiência de Patrick Ness.
O estilo de escrita para o show foi influenciado pelas séries de televisão para adolescentes, como The Vampire Diaries e Buffy the Vampire Slayer. Com ambas as séries sendo servindo diretamente como influência no primeiro episódio em si. O produtor executivo Brian Minchin disse que a série iria tentar não ser tão escura como o outro spin-off de Doctor Who, Torchwood. Minchin, que também era ao mesmo tempo diretor executivo de Doctor Who, foi perguntado pela Radio Times por que eles decidiram fazer um spin- off de Doctor Who neste momento particular no tempo, e ele respondeu que a lógica por trás da decisão de ir para a frente com a nova série foi porque eles estavam muito confortáveis com a ideia de Patrick Ness no comando do show.
Referências para Doctor Who foram colocados intencionalmente em todo o novo show pela equipe de produção. Um dos produtores, Derek Ritchie, disse a Radio Times: "Estamos meio que salpicando o show com pequenos easter eggs, sempre que possível." Ritchie passou a explicar mais adiante: "... portanto, há pequenas coisas por toda parte, em cenários ou em qualquer lugar, que irá sempre ligá-lo ao universo de Doctor Who. Porque isso é tão importante para o nosso público, bem como para se sentir parte de Doctor Who, mas também como parte de uma nova série". Referências no primeiro episódio incluem referências as personagens Clara Oswald e Danny Pink, energia Artron, bem como a caixa alienígena que é maior por dentro.
O primeiro episódio foi filmado em Cardiff. O principal estúdio usado foi o Roath Lock Studios. Ed Bazalgette atuou como diretor no primeiro episódio. O primeiro episódio estreou em conjunto com o segundo episódio na BBC Three em 22 de outubro de 2016. Os dois primeiros episódios tiveram 45 minutos de duração cada. Eles também foram liberados no mesmo dia no BBC iPlayer. Após a transmissão original, o show foi reexibido na BBC One no Reino Unido e na Australian Broadcasting Corporation - seguido de uma transmissão prevista para a BBC America nos Estados Unidos durante o ano de 2017.

## Recepção

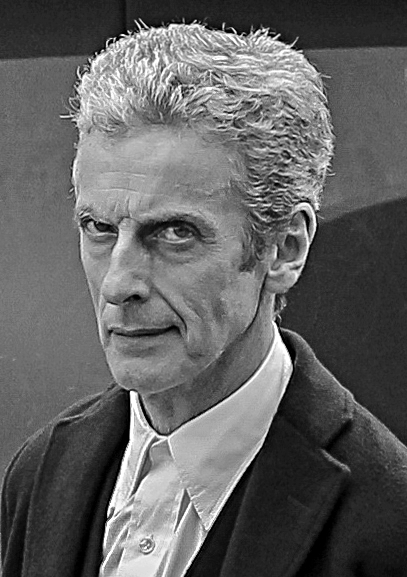
Peter Capaldi co-estrelou no primeiro episódio como seu personagem O Doutor de Doctor Who.

O The Guardian deu o show uma recepção positiva, com Phil Harrison escrevendo: "Desde o triste fim de Torchwood, os fãs de Doctor Who estavam à procura de algo para preencher esses meses de hiato quando a TARDIS está em outra parte da galáxia e [Doctor] Who não nos apresenta essas cenas. Agora eles podem finalmente tê-lo." O Digital Spy gostou do estilo de escrita do episódio: "o roteiro de Ness fecha todo o lugar, exigindo uma enorme gama emocional de Greg Austin (Charlie), Sophie Hopkins (April), Fady Elsayed (Ram) e Vivian Oparah (Tanya) e estes jovens fazem muito bem, cravando cada batida."
Den of Geek recomendou a série e a crítica Louisa Mellor o resumiu como: "Espirituoso, o energético spin-off de Doctor Who Class usa as suas influências bem e acerta em chieo seu público-alvo." WalesOnline deu aos dois primeiros episódios a classificação de cinco estrelas de um total de cinco, com o escritor David Prince resumindo o show como: "é um pouco como um Buffy britânico e Cardiff parece incrível - mas não é para crianças" CNET gostou da atuação dos jovens: "o destaque é latente em Fady Elsayed como o arrogante mas em conflito Ram. Enquanto isso, Katherine Kelly mastiga o cenário como a professora vampira senhorita Quill".
Melinda Houston do Brisbane Timesdeu ao show uma classificação de três estrelas e meia de quatro. Em um comentário para o Flickering Myth, Alex Moreland avaliou o primeiro episódio de Class com uma nota nove de dez, dizendo: "Class estreia com um primeiro episódio particularmente forte. Introduz-nos a um elenco convincente de personagens e um estabelece um enredo abrangente e envolvente. O mais importante de tudo, porém, torna-se óbvio que este é um programa que pode e vai ficar - e talvez até mesmo superar Doctor Who um dia." The Daily Telegraph escreveu que o primeiro episódio foi um pouco desorganizado e comparativamente disse que o estilo de escrita tinha melhorado no segundo episódio. Clint Hassell resumiu sua avaliação do primeiro episódio para o Doctor Who TV escrevendo: "O tema de Class que os adolescentes enfrentam mais problemas do que eles podem esperar enfrentar é potente, mas retratada de uma forma muito pesada neste episódio inicial."